# 殷秀梅
殷秀梅（1956年—），女，汉族，黑龙江鹤岗人，祖籍山东平阴，中国歌唱家，一级演员，中国文艺志愿者协会第三届主席，曾任全国青联常委、全国妇联执委，中国音乐家协会理事，第十二届全国人民代表大会黑龙江地区代表。

## 生平
殷秀梅1956年1月出生于黑龙江省鹤岗市一户干部家庭。14岁时，殷秀梅成为鹤岗市艺术团的演员，在团里，她除了唱歌还跳芭蕾舞。几年后，被招入黑龙江省歌舞团，成了一名独唱演员。1983年毕业于中央音乐学院歌剧系。2008年起担任全国人大代表。2013年，被选为全国人大代表。

## 艺术成就
她的演唱音色纯净明亮、音质圆润浑厚、音域宽广，音乐代表作有《我爱你，塞北的雪》，《长江之歌》，《中国大舞台》，《绒花》，《党啊，亲爱的妈妈》，《难忘今宵》等。

## 家庭
第一任丈夫程志，两人1988年结婚并离婚。
第二任丈夫菲利浦，出身法国名门望族，两人1998年在里昂举行婚礼。